# ATP San Paolo
Il ATP San Paolo è stato un torneo di tennis conosciuto anche come Itaú Grand Prix, Ford Cup, Philips Open e Banespa Open. Ha fatto parte del Grand Prix nel 1976, 1980, 1982 e dal 1987 al 1989, e ha fatto parte dell'ATP Tour dal 1990 al 1993. L'evento si giocava a San Paolo, in Brasile, su più superfici.

## Albo d'oro

### Singolare
| Anno       | Vincitore           | Finalista          | Punteggio        |
| ---------- | ------------------- | ------------------ | ---------------- |
| 1976       | Guillermo Vilas     | José Higueras      | 6–3, 6–0         |
| 1977- 1979 | Non disputato       | Non disputato      | Non disputato    |
| 1980       | Wojciech Fibak      | Vincent Van Patten | 6–0, 7–6         |
| 1981       | Non disputato       | Non disputato      | Non disputato    |
| 1982       | José Luis Clerc     | Marcos Hocevar     | 6–2, 6–7, 6–3    |
| 1983- 1986 | Non disputato       | Non disputato      | Non disputato    |
| 1987       | Jaime Yzaga         | Luiz Mattar        | 6–2, 4–6, 6–2    |
| 1988       | Jay Berger          | Horacio de la Peña | 6–4, 6–4         |
| 1989       | Martín Jaite        | Javier Sánchez     | 7–6(5), 6–3      |
| 1990       | Robbie Weiss        | Jaime Yzaga        | 3–6, 7–6(7), 6–3 |
| 1991       | Christian Miniussi  | Jaime Oncins       | 2–6, 6–3, 6–4    |
| 1992       | Luiz Mattar         | Jaime Oncins       | 6–1, 6–4         |
| 1993       | Alberto Berasategui | Sláva Doseděl      | 6–4, 6–3         |

### Doppio
| Anno       | Vincitori                     | Finalisti                        | Punteggio        |
| ---------- | ----------------------------- | -------------------------------- | ---------------- |
| 1976       | Lito Álvarez Víctor Pecci     | Ricardo Cano Belus Prajoux       | 6–4, 3–6, 6–3    |
| 1977- 1979 | Non disputato                 | Non disputato                    | Non disputato    |
| 1980       | Anand Amritraj Fritz Buehning | David Carter Chris Lewis         | 7–6, 6–2         |
| 1981       | Non disputato                 | Non disputato                    | Non disputato    |
| 1982       | Carlos Kirmayr Cássio Motta   | Peter McNamara Ferdi Taygan      | 6–3, 6–1         |
| 1983- 1986 | Non disputato                 | Non disputato                    | Non disputato    |
| 1987       | Gilad Bloom Javier Sánchez    | Tomás Carbonell Sergio Casal     | 6–3, 6(5)–7, 6–4 |
| 1988       | Jay Berger Horacio de la Peña | Ricardo Acuña Javier Sánchez     | 5–7, 6–4, 6–3    |
| 1989       | Non completato                | Non completato                   | Non completato   |
| 1990       | Shelby Cannon Alfonso Mora    | Mark Koevermans Luiz Mattar      | 6–7, 6–3, 7–6    |
| 1991       | Andrés Gómez Jaime Oncins     | Jorge Lozano Cássio Motta        | 7–5, 6–4         |
| 1992       | Diego Pérez Francisco Roig    | Christer Allgårdh Carl Limberger | 6–2, 7–6         |
| 1993       | Sergio Casal Emilio Sánchez   | Pablo Albano Javier Frana        | 4–6, 7–6, 6–4    |